# Plexaure
Plexaure é um género botânico pertencente à família das orquídeas (Orchidaceae).